# Bezirk Trembowla
Bezirk Trembowla – dawny powiat (Bezirk) kraju koronnego Królestwo Galicji i Lodomerii, funkcjonujący w latach 1854–1867. Siedzibą starostwa było miasto Trembowla.

## Historia
Bezirk Trembowla utworzono w ramach reformy uwłaszczeniowej z okresu Wiosny Ludów (1848–1849), która likwidowała jurysdykcję właściciela ziemskiego nad poddanymi. W Galicji, dominium – jako podstawowa jednostka administracyjna i filar systemu feudalnego straciło rację bytu. Konieczne stało się zatem wprowadzenie nowego systemu administracyjnego, którego zręby powstały w latach 1851–1855. Nowy trójstopniowy podział administracyjny objął 21 cyrkułów (niem. Kreise), 179 małych powiatów (niem. Bezirke) i ponad 6000 gmin (niem. Gemeinde).
Bezirk Trembowla objął obszar o wielkości 6,0 mil², zamieszkany przez 24.318 ludzi i podzielony na 30 gmin katastralnych, w tym jedno miasto (Trembowla) i dwa miasteczka (Janów i Strusów). Wszedł w skład cyrkułu tarnopolskiego, jako jeden z jego dziewięciu powiatów. Od północy graniczył z Imperium Rosyjskim.
Po nadaniu Galicji autonomii oraz powołaniu samorządu gminnego i powiatowego w 1865 zlikwidowano cyrkuły (Kreise). Dotychczasowe małe powiaty (Bezirke) w liczbie 179, utrzymały się do 1867 roku, kiedy to w następstwie kolejnej reformy administracyjnej (23 stycznia 1867) zostały zastąpione przez 74 większych powiatów. Obszar zniesionego Bezirk Trembowla wszedł wtedy w całości w skład nowego powiatu powiatu trembowelskiego.

## Podział administracyjny (1854)
| Lp. | Gmina jednostkowa                  | Powierzchnia | Ludność | Powiat w 1867 po zniesieniu |
| --- | ---------------------------------- | ------------ | ------- | --------------------------- |
| 1   | Trembowla (M)                      | 4817         | 7510    | trembowelski                |
| 2   | Wolica                             | 687          | 440     | trembowelski                |
| 3   | Boryczówka                         | 1190         | 600     | trembowelski                |
| 4   | Hleszczawa                         | 3435         | 1840    | trembowelski                |
| 5   | Plebanówka z Łozówką               | 2280         | 1410    | trembowelski                |
| 6   | Semenów z Zieleńczem               | 2864         | 770     | trembowelski                |
| 7   | Podgórzany                         | 4            | 190     | trembowelski                |
| 8   | Humniska                           | 1005         | 830     | trembowelski                |
| 9   | Małów                              | 97           | 550     | trembowelski                |
| 10  | Zaścinocze                         | 2639         | 880     | trembowelski                |
| 11  | Kaptury                            | –            | –       | trembowelski                |
| 12  | Podhajczyki                        | 2276         | 1270    | trembowelski                |
| 13  | Wybranówka                         | 2276         | 90      | trembowelski                |
| 14  | Dołhe z Hrycówką                   | 2520         | 1240    | trembowelski                |
| 15  | Załawie                            | 1002         | 930     | trembowelski                |
| 16  | Dereniówka                         | 2257         | 1200    | trembowelski                |
| 17  | Janów (m)                          | 2560         | 2310    | trembowelski                |
| 18  | Kobyłowłoki z Papiernią            | 5618         | 2860    | trembowelski                |
| 19  | Młyniska                           | 1931         | 920     | trembowelski                |
| 20  | Słobódka (Janowska) ze Zniesieniem | 1928         | 1160    | trembowelski                |
| 21  | Strusów (m)                        | 9333         | 2880    | trembowelski                |
| 22  | Warwaryńce                         | 1834         | 2090    | trembowelski                |
| 23  | Nałuże                             | 866          | 660     | trembowelski                |
| 24  | Zazdrość                           | 567          | 1160    | trembowelski                |
| 25  | Bernadówka                         | 658          | 510     | trembowelski                |
| 26  | Ruzdwiany z Neutitschein           | 2541         | 1120    | trembowelski                |
| 27  | Słobódka (Strusowska) z Olendrami  | 1239         | 720     | trembowelski                |
| 28  | Ostrowczyk                         | 1572         | 870     | trembowelski                |
| 29  | Zubów                              | 1171         | 1090    | trembowelski                |
| 30  | Krowinka                           | 1901         | 1180    | trembowelski                |

Objaśnienie:
(M) = miasto; (m) = miasteczko